# Maurycy Lilien
Maurycy (Ephraim Moses) Lilien (ur. 23 maja 1874 w Drohobyczu, Galicja, zm. 18 lipca 1925 w Badenweiler, Niemcy) – polsko-żydowski grafik, malarz, fotograf, ilustrator książkowy.

## Życiorys
Urodzony w ortodoksyjnej rodzinie żydowskiej. Od wczesnej młodości interesował się rysunkiem. Z powodu złej sytuacji finansowej rodziny nie mógł ukończyć gimnazjum, ojca (tokarz drewna) nie było stać na kształcenie syna, był jednym z czworga rodzeństwa.
W gimnazjum pierwszy raz rysunku uczył go nauczyciel Stefanowicz. By pomóc rodzinie podjął pracę u lwowskiego malarza szyldów Schapiry. Dzięki pomocy rodziny ukończył szkołę realną i podjął studia artystyczne (1889-1893) w Szkole Sztuk Pięknych w Krakowie, na czele której stał Jan Matejko. Uczył się rysunku w pracowniach Floriana Cynka i Izydora Jabłońskiego. W czasie studiów poznał Tadeusza Okonia, Stanisława Sęka, Karola Maszkowskiego.
Znów z powodu braku pieniędzy przerwał studia i wrócił do Drohobycza. W 1894 dostał zamówienie na dyplom obywatelski dla Kornela Ujejskiego, za który otrzymał 50 złotych reńskich. Pieniądze te przeznaczył na kurs rysunku w Akademii Wiedeńskiej u prof. Krystiana Griepenkerla, jednak ponownie z powodów finansowych musiał wrócić do Drohobycza. Następnie podjął studia w Akademii Sztuk Pięknych w Monachium, gdzie po 4 latach życia w niedostatku zaczął zarabiać jako ilustrator czasopisma Jugend. Szybko zyskał uznanie i rozpoczął współpracę z kolejnym czasopismem, Süddeutscher Postillon. W ciągu kilku lat stał się znany i zamożny.  Tworzył pod wpływem secesji. Artystycznie dojrzewał w klimacie Młodej Polski. Wykonał dziesiątki ilustracji do polskich oraz niemieckich czasopism. Ilustrował także Stary Testament. Był pierwszym artystą żydowskim, który swoją sztuką wspierał ruch syjonistyczny.

Przykładowe prace Liliena
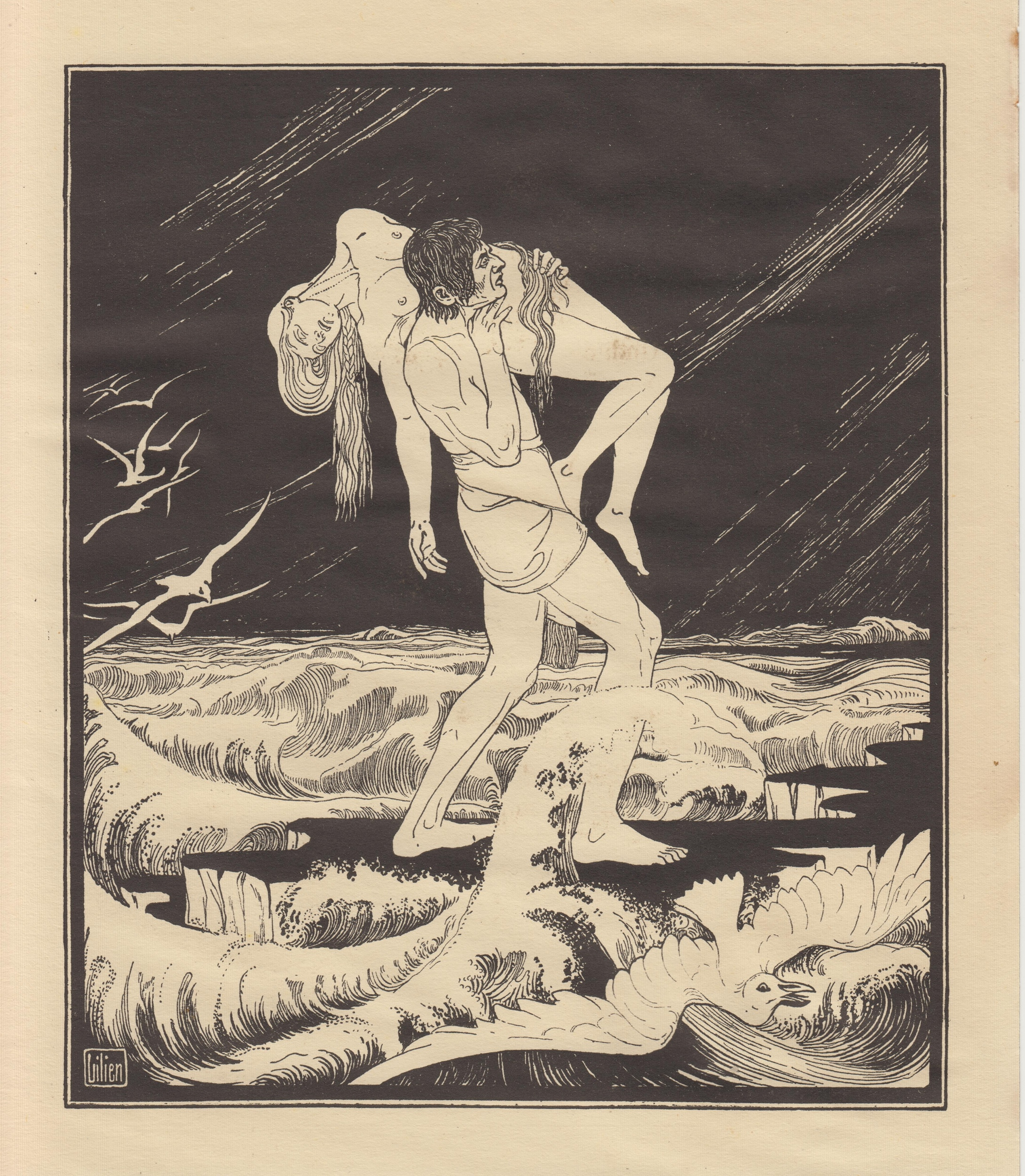
Potop
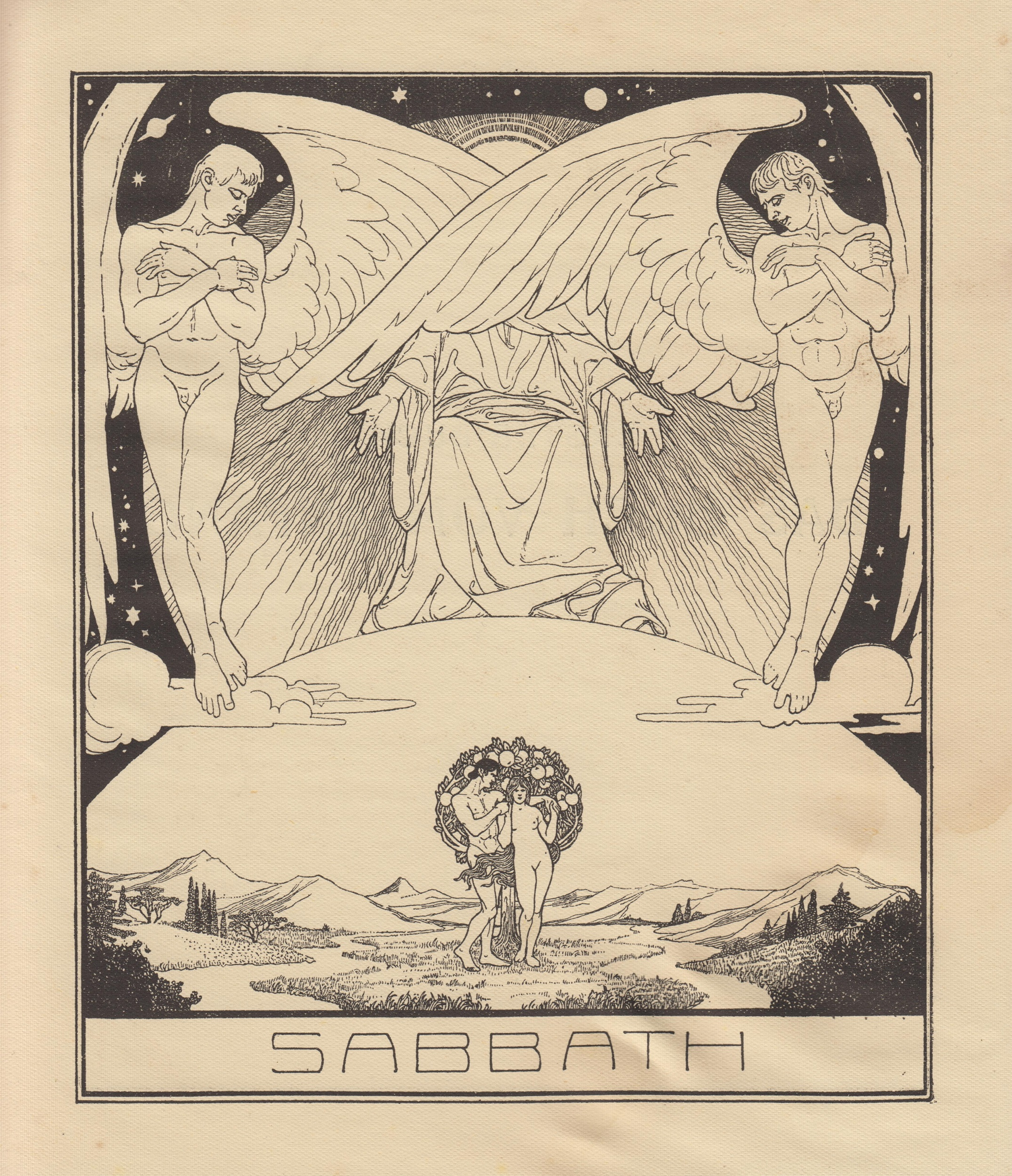
Alegoria Szabatu
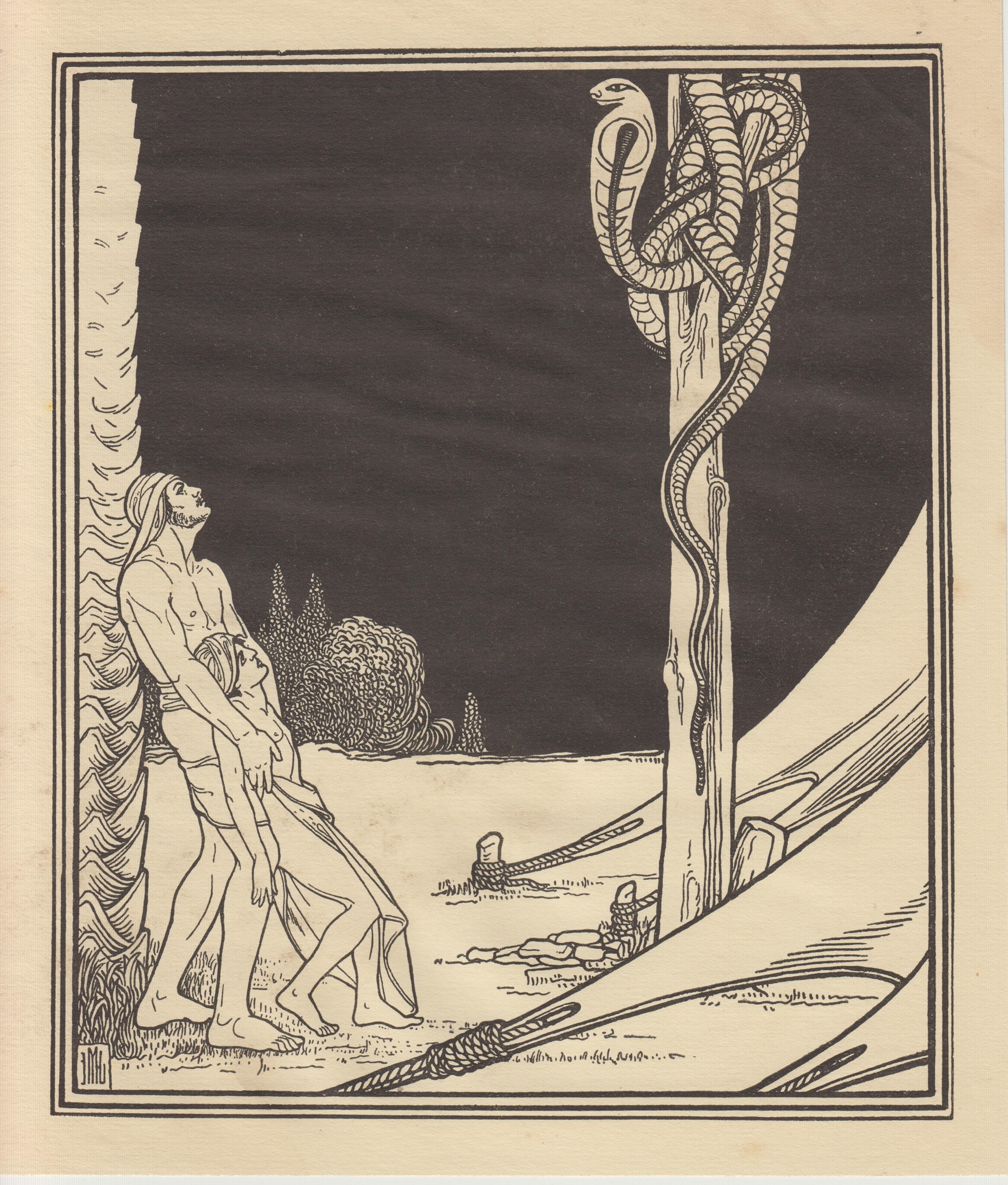
Miedziany wąż
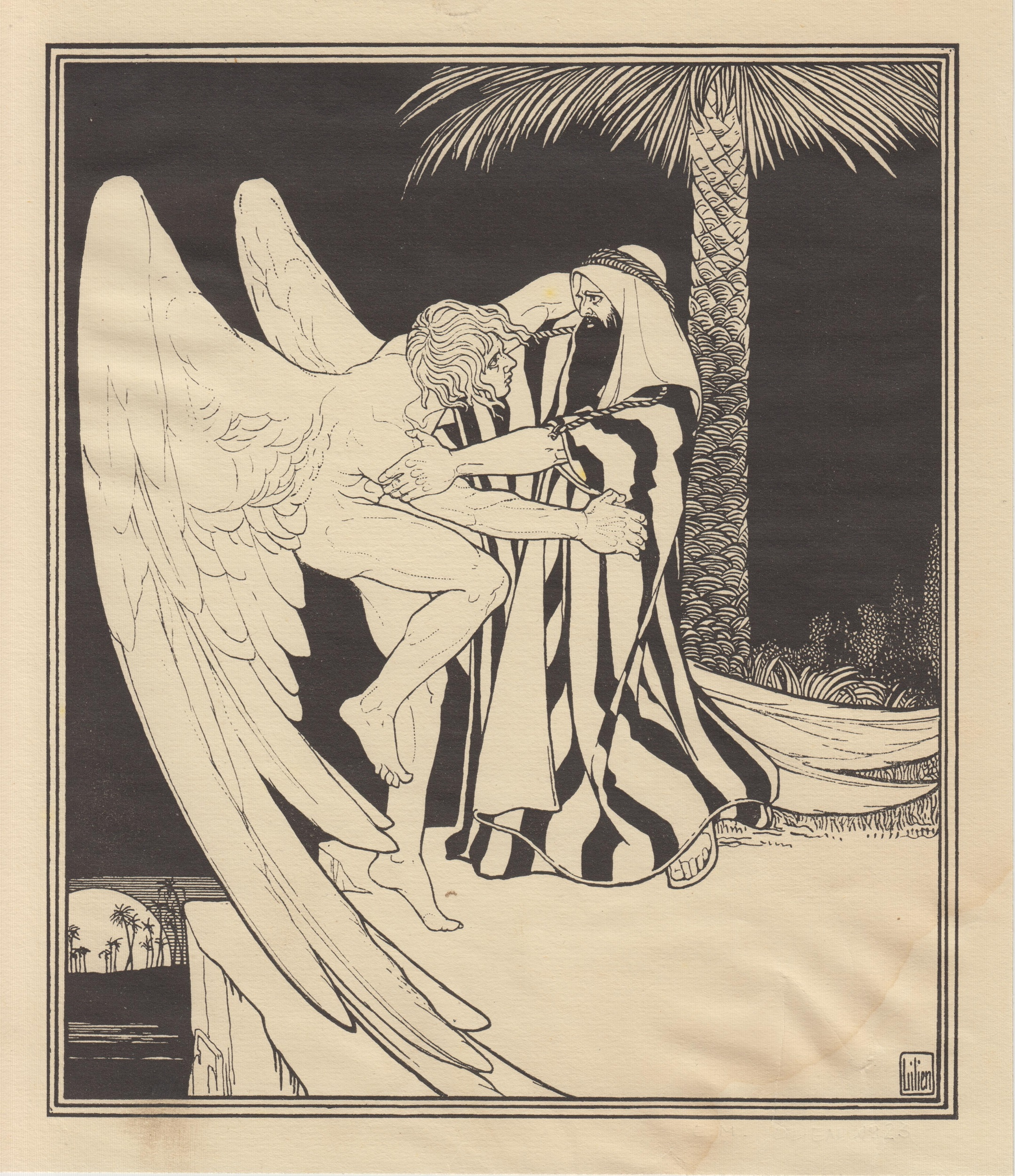
Jakub i anioł
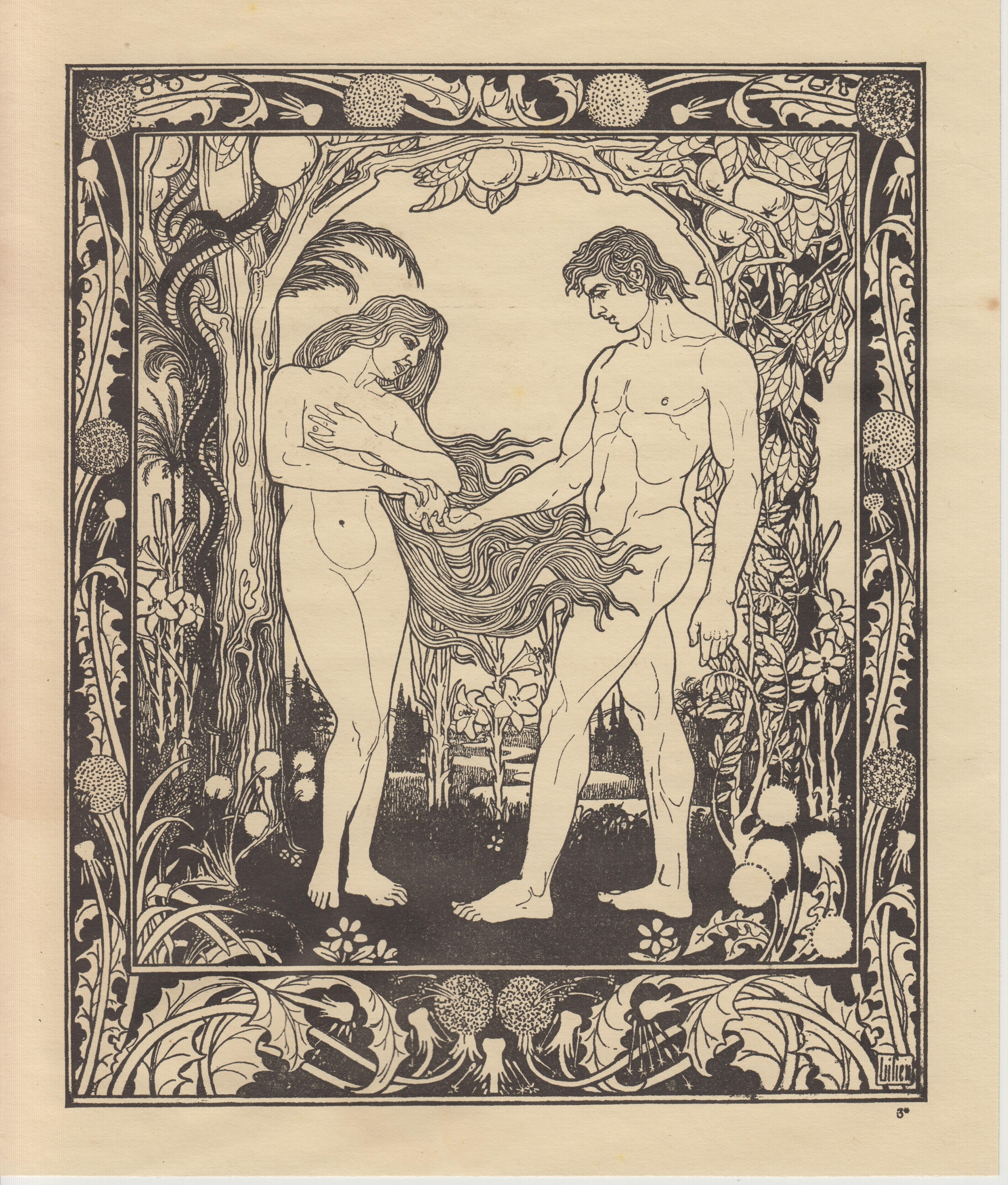
Adam i Ewa